# Kanurennsport-Europameisterschaften 2011
Die Kanurennsport-Europameisterschaften 2011 fanden in Belgrad in Serbien statt. Es waren die 23. Europameisterschaften, Ausrichter war der Europäische Kanuverband ECA.

## Ergebnisse
Insgesamt wurden Wettbewerbe in 25 Kategorien ausgetragen, davon 9 für Frauen. Der C2-Wettbewerb der Frauen fand erstmals als Präsentations-Wettbewerb mit nur 4 Booten statt.

### Herren

#### Kanadier
| Disziplin | Disziplin | Gold                                                      | Leistung      | Silber                                                                                       | Leistung      | Bronze                                                                                | Leistung      |
| --------- | --------- | --------------------------------------------------------- | ------------- | -------------------------------------------------------------------------------------------- | ------------- | ------------------------------------------------------------------------------------- | ------------- |
| C1        | 200 m     | Valentin Demjanenko                                       | 39,855 s      | Alfonso Benavides                                                                            | 40,047 s      | Jurij Tscheban                                                                        | 40,161 s      |
| C1        | 500 m     | Valentin Demjanenko                                       | 1:50,681 min  | Paweł Baraszkiewicz                                                                          | 1:49,876 min  | Dzianis Harazha                                                                       | 1:50,939 min  |
| C1        | 1000 m    | Sebastian Brendel                                         | 3:47,155 min  | Iosif Chirilă                                                                                | 3:49,645 min  | Jose Luis Bouza                                                                       | 3:50,065 min  |
| C1        | 5000 m    | Sebastian Brendel                                         | 24:07,383 min | Jose Luis Bouza                                                                              | 24:15,819 min | Lukáš Koranda                                                                         | 24:28,725 min |
| C2        | 200 m     | LitauenTomas Gadeikis Raimundas Labuckas                  | 37,416 s      | BelarusDzmitry Rabchanka Aliaksandr Vauchetski                                               | 37,866 s      | UngarnAttila Bozsik Gábor Horváth                                                     | 37,914 s      |
| C2        | 500 m     | RumänienAlexandru Dumitrescu Victor Mihalachi             | 1:41,641 min  | AserbaidschanSergey Bezugliy Maksym Prokopenko                                               | 1:41,689 min  | PolenRoman Rynkiewicz Mariusz Kruk                                                    | 1:41,959 min  |
| C2        | 1000 m    | RusslandAlexei Korowaschkow Ilja Perwuchin                | 3:28,584 min  | BelarusAndrej Bahdanowitsch Aljaksandr Bahdanowitsch                                         | 3:28,614 min  | RumänienAlexandru Dumitrescu Victor Mihalachi                                         | 3:28,818 min  |
| C4        | 1000 m    | UngarnMárton Tóth Mátyás Sáfrán Mihály Sáfrán Róbert Mike | 3:16,042 min  | BelarusAndrej Bahdanowitsch Dzmitry Rabchanka Aljaksandr Bahdanowitsch Aleksandr Vauchetskiy | 3:16,270 min  | RusslandIwan Kusnezow Rasul Ishmukhamedov Kirill Schamschurin Wladimir Tschernyschkow | 3:16,528 min  |

#### Kajak
| Disziplin | Disziplin  | Gold                                                                | Leistung      | Silber                                                        | Leistung      | Bronze                                                         | Leistung      |
| --------- | ---------- | ------------------------------------------------------------------- | ------------- | ------------------------------------------------------------- | ------------- | -------------------------------------------------------------- | ------------- |
| K1        | 200 Meter  | Piotr Siemionowski                                                  | 35,418 s      | Péter Molnár                                                  | 35,460 s      | Ed McKeever                                                    | 35,538 s      |
| K1        | 500 Meter  | Juri Wiktorowitsch Postrigai                                        | 1:39,418 min  | Anders Gustafsson                                             | 1:39,532 min  | Kasper Bleibach                                                | 1:39,550 min  |
| K1        | 1000 Meter | Max Hoff                                                            | 3:22,485 min  | Aleh Jurenja                                                  | 3:25,029 min  | Fernando Pimenta                                               | 3:25,881 min  |
| K1        | 5000 Meter | Aleh Jurenja                                                        | 20:45,612 min | Eirik Verås Larsen                                            | 20:45,966 min | René Holten Poulsen                                            | 21:04,908 min |
| K2        | 200 Meter  | Vereinigtes KönigreichLiam Heath Jon Schofield                      | 32,487 s      | BelarusWadsim Machneu Raman Petruschenka                      | 32,775 s      | SchwedenAnders Svensson Christian Svanqvist                    | 32,793 s      |
| K2        | 500 Meter  | BelarusWadsim Machneu Raman Petruschenka                            | 1:30,355 min  | SlowakeiErik Vlček Peter Gelle                                | 1:30,601 min  | PortugalJoão Ribeiro Emanuel Silva                             | 1:30,739 min  |
| K2        | 1000 Meter | DeutschlandAndreas Ihle Martin Hollstein                            | 3:07,095 min  | RusslandWitali Jurtschenko Wassili Pogreban                   | 3:07,827 min  | UngarnRoland Kökény Rudolf Dombi                               | 3:08,205 min  |
| K4        | 1000 Meter | PortugalFernando Pimenta João Ribeiro Emanuel Silva David Fernandes | 2:49,618 min  | DeutschlandMax Hoff Marcus Groß Norman Bröckl Robert Gleinert | 2:49,960 min  | RumänienIonel Gavrilă Ştefan Vasile Toni Ioneticu Traian Neagu | 2:50,056 min  |

### Frauen

#### Kanadier
| Disziplin                     | Disziplin | Gold                                            | Leistung     | Silber                               | Leistung     | Bronze                                | Leistung     |
| ----------------------------- | --------- | ----------------------------------------------- | ------------ | ------------------------------------ | ------------ | ------------------------------------- | ------------ |
| C1                            | 200 m     | Maria Kazakova                                  | 50,455 s     | Lydia Weber                          | 52,999 s     | Katsiaryna Herasimenka                | 53,275 s     |
| C2 (Präsentations-Wettbewerb) | 500 m     | BelarusKatsiaryna Herasimenka Svitlana Tulupava | 2:14,554 min | UngarnKincső Takács Dorina Obermayer | 2:14,554 min | RusslandVetra Bardak Anastasia Ganina | 2:14,554 min |

#### Kajak
| Disziplin | Disziplin  | Gold                                                                          | Leistung      | Silber                                                       | Leistung      | Bronze                                                                 | Leistung      |
| --------- | ---------- | ----------------------------------------------------------------------------- | ------------- | ------------------------------------------------------------ | ------------- | ---------------------------------------------------------------------- | ------------- |
| K1        | 200 Meter  | Natalija Lobowa                                                               | 40,120 s      | Teresa Portela                                               | 40,282 s      | Teresa Portela                                                         | 40,300 s      |
| K1        | 500 Meter  | Danuta Kozák                                                                  | 1:51,552 min  | Inna Osipenko-Radomska                                       | 1:53,154 min  | Ewelina Wojnarowska                                                    | 1:54,204 min  |
| K1        | 1000 Meter | Katalin Kovács                                                                | 3:55,232 min  | Antonija Nađ                                                 | 3:57,716 min  | Edyta Dzieniszewska                                                    | 4:02,732 min  |
| K1        | 5000 Meter | Maryna Pautaran                                                               | 23:12,661 min | Lani Belcher                                                 | 23:21,415 min | Ludmila Galushko                                                       | 23:28,315 min |
| K2        | 200 Meter  | UngarnDanuta Kozák Katalin Kovács                                             | 37,820 s      | DeutschlandTina Dietze Franziska Weber                       | 38,036 s      | BelarusMaryna Pautaran Wolha Chudsenka                                 | 38,300 s      |
| K2        | 500 Meter  | UngarnTamara Csipes Katalin Kovács                                            | 1:40,207 min  | PolenAneta Konieczna Beata Mikołajczyk                       | 1:40,339 min  | RusslandYuliana Salakhova Anastasia Sergeeva                           | 1:41,671 min  |
| K2        | 1000 Meter | UngarnGabriella Szabó Tamara Csipes                                           | 3:31,741 min  | DeutschlandTina Dietze Franziska Weber                       | 3:32,629 min  | RusslandAnastasia Sergeeva Yuliana Salakhova                           | 3:34,834 min  |
| K4        | 500 Meter  | BelarusIryna Pamjalowa Nadseja Ljapeschka Wolha Chudsenka Maryna Litwintschuk | 1:33,088 min  | UngarnGabriella Szabó Dalma Benedek Anna Kárász Danuta Kozák | 1:34,006 min  | DeutschlandTina Dietze Carolin Leonhardt Silke Hörmann Franziska Weber | 1:32,914 min  |

## Medaillenspiegel
| Platz  | Land                   | Gold | Silber | Bronze | Gesamt |
| ------ | ---------------------- | ---- | ------ | ------ | ------ |
| 1      | Ungarn                 | 6    | 2      | 2      | 10     |
| 2      | Belarus                | 4    | 5      | 3      | 12     |
| 3      | Deutschland            | 4    | 4      | 1      | 9      |
| 4      | Russland               | 4    | 1      | 3      | 8      |
| 5      | Aserbaidschan          | 2    | 1      | 0      | 3      |
| 6      | Polen                  | 1    | 2      | 3      | 6      |
| 7      | Rumänien               | 1    | 1      | 2      | 4      |
| 8      | Vereinigtes Königreich | 1    | 1      | 1      | 3      |
| 9      | Portugal               | 1    | 0      | 3      | 4      |
| 10     | Litauen                | 1    | 0      | 0      | 1      |
| 11     | Spanien                | 0    | 3      | 1      | 4      |
| 12     | Ukraine                | 0    | 1      | 2      | 3      |
| 13     | Schweden               | 0    | 1      | 1      | 2      |
| 14     | Norwegen               | 0    | 1      | 0      | 1      |
| 14     | Serbien                | 0    | 1      | 0      | 1      |
| 14     | Slowakei               | 0    | 1      | 0      | 1      |
| 17     | Dänemark               | 0    | 0      | 2      | 2      |
| 18     | Tschechien             | 0    | 0      | 1      | 1      |
| Gesamt |                        | 25   | 25     | 25     | 75     |